# Muaro Paiti
Muaro Paiti is een bestuurslaag in het regentschap Lima Puluh Kota van de provincie West-Sumatra, Indonesië. Muaro Paiti telt 5711 inwoners (volkstelling 2010).